# Bless4
bless4 é um conjunto vocal japonês baseado nos Estados Unidos composto por quatro irmãos da família Kawamitsu. A irmã mais nova, Akino, tem sua própria carreira musical solo, e o irmão mais novo, Aiki, também lançou um single solo (com o irmão mais velho, Akashi, fazendo arranjos) para acompanhar seu livro.

## História
Todos, exceto Akashi, nasceram nos Estados Unidos, pois seu pai, Haru, trouxe sua família para Utah para continuar seus estudos na Universidade Brigham Young, logo após o nascimento de Akashi. Eles se mudaram para o Arizona e lá Akashi e Kanasa foram campeões estaduais de Taekwondo (aos 14 e 12 anos, respectivamente), enquanto toda a família fazia parte de uma trupe de exibição de taekwondo chamada "Dragões Voadores" com outros praticantes do esporte.
Haru trouxe sua família de volta para Okinawa em 1997, depois de sentir uma saudade espiritual por sua herança do local.
Eles fizeram sua estreia em maio de 2003 na BMG Japan com a música "Good Morning! Mr. Sunshine" 
Todos os quatro agora residem em Kawasaki, província de Kanagawa, e permanecem seguidores de A Igreja de Jesus Cristo dos Santos dos Últimos Dias.
Em 2009, o grupo contribuiu com as canções "Stitch Is Coming" (スティッチ・イズ・カミング, Sutitchi Izu Kamingu)  e "Hitori Ja Nai" (ひとりじゃない; "You Are Not Alone")  para o anime Stitch!, sendo a primeira servindo como tema de encerramento da primeira temporada.
Em fevereiro de 2010, o mais novo, AIKI estreou como autor de um romance de não ficção, baseado em suas próprias experiências de perda de um amigo para as drogas, intitulado "Heart Prints ~inochi no hana~". (Da Bungeisha)
Eles criaram sua própria empresa independente em dezembro de 2006, com AKASHI como presidente da Kawamitsu Arttainment. Em março de 2011, a empresa dos irmãos tornou-se uma sociedade anônima e abriu sua própria gravadora: KAWAMITSU RECORDS.
Em setembro, o grupo lançou o single "Dandelion" na Europa pela gravadora alemã Marabu Records. A música ficou em primeiro lugar nas paradas internacionais da Radio Berlin.
Eles lançaram seu mais novo álbum "Yumetsumugi" (Dream Weaving) em 12 de janeiro de 2011, 6 anos após seu álbum de estreia. É um álbum de produção própria, com cada membro trabalhando como equipe para dar vida ao seu videoclipe e álbum.
Em 19 de abril de 2022, Aiki anunciou sua saída da banda para concentrar sua vida na família e em seus empreendimentos atuais.
O grupo costuma se apresentar destacando AKINO, e nesses casos, se apresentam com o nome "AKINO with bless4", o que aconteceu nas três apresentações no Brasil, uma na Ressaca Friends de 2022; outra na Anime Friends de 2023; e a mais recente no mesmo evento, em 2025.

## Integrantes

### Atuais
- Akashi Kawamitsu (川満  証, Kawamitsu  Akashi; AKASHI) - Nascido em 29 de janeiro de 1982 (43 anos) em Okinawa[15]
- Kanasa Kawamitsu (川満  愛, Kawamitsu  Kanasa; KANASA) - Nascida em 2 de maio de 1984 (41 anos) em Utah[16]
- Akino Kawamitsu (川満  愛希信, Kawamitsu Akino; AKINO) - Nascida em 31 de dezembro de 1989 (35 anos) em Utah[17]

### Ex-integrantes
Aiki Kawamitsu-Douglas (川満 ダグラス 哀行, Kawamitsu Dagurasu Aiki; AIKI) - Nascido em 29 de outubro de 1991 (33 anos) em Utah

## Discografia

### Singles
1. "Good Morning! Mr. Sunshine" - 7 de maio de 2003
2. "Hashire! Kiseki" (走れ！奇跡; "Run! Miracle")  - 6 de agosto de 2003
3. "Gajumaru no Shita de" (ガジュマルの下で; "Beneath the Okinawa Banyan")  - 25 de fevereiro de 2004 (Okinawa), 13 de outubro de 2004 (Japão)
4. "123" (ワン・トゥー・スリー, Wan Tū Surī)  - 19 de janeiro de 2005
5. "Kizuna no Hana" (絆の花; "Floral Bonds")  - 21 de julho de 2007
6. "Stitch Is Coming" (スティッチ・イズ・カミング, Sutitchi Izu Kamingu)  / "Hitorijanai" (ひとりじゃない; "You Are Not Alone")  - 7 de outubro de 2009 (Lançamento Digital)
7. "Dandelion" - 22 de setembro de 2010
8. "Sunshine Dancer" - 21 de maio de 2012

### Álbuns
- His Love/Aruji no Ai (His Love／主の愛; His Love/The Master's Love) - como "Kawamitsu Family"
- ALL 4 ONE - 2 de fevereiro de 2005
- Yume Tsumugi (夢つむぎ; Dreams Weaving) - 12 de janeiro de 2011
- WE ARE WARRIORS - 5 de junho de 2019